# Dutch Open 1975
Il Dutch Open 1975 è stato un torneo di tennis giocato sulla terra rossa. È stata la 18ª edizione del torneo, che fa parte del Commercial Union Assurance Grand Prix 1975. Il torneo si è giocato a Hilversum nei Paesi Bassi dal 14 al 20 luglio 1975.

## Campioni

### Singolare maschile
Guillermo Vilas ha battuto in finale  Željko Franulović con il punteggio di 6–4, 6–7, 6–2 6–3

### Doppio maschile
Wojciech Fibak /  Guillermo Vilas hanno battuto in finale  John Lloyd /  Željko Franulović con il punteggio di 6–2, 4–6, 6–1